# Santa Clara Broncos

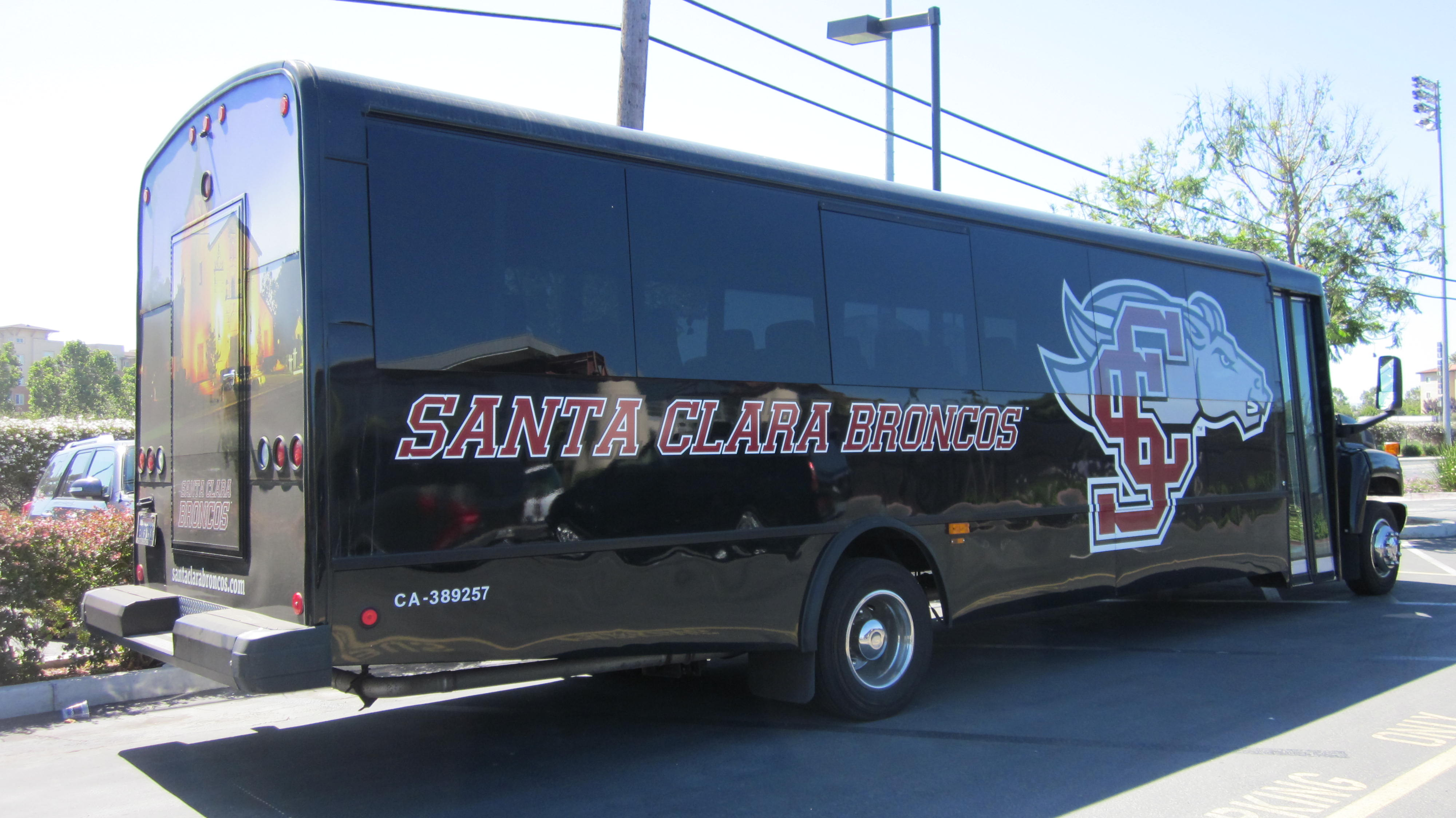
Uno de los autobuses de los equipos de Santa Clara.

Santa Clara Broncos (español: Broncos de Santa Clara), es el nombre de los equipos deportivos de la Universidad de Santa Clara, situada en Santa Clara (California). Los equipos de los Broncos participan en las competiciones universitarias organizadas por la NCAA, excepto los de Remo que lo hacen en la Intercollegiate Rowing Association. En la NCAA forman parte de la West Coast Conference en todos los deportes excepto en waterpolo, donde el equipo masculino forma parte de la Western Water Polo Association y el femenino de la Golden Coast Conference, y en atletismo, donde compiten como independientes.

## Apodo
El 26 de febrero de 1923, un estudiante publicó un artículo en el The Santa Clara, un periódico estudiantil, en el cual se preguntaba por qué todas las universidades de alrededor tenían un apodo y Santa Clara no. Así que lanzó un concurso con un premio de 5 dólares para el ganador. Unos meses después, un profesor de filosofía, después de asistir a un rodeo, afrmó en el mismo periódico que El bronco es un animal propio del Oeste que es dinamita viva. No muy grande, eso sí, pero duro como un clavo, y siempre te llega al corazón. ¿Qué os parece, estudiantes? ¡Adoptémoslo!

## Equipos
Los Broncos tienen 9 equipos masculinos y 10 femeninos:
| - Masculino - Baloncesto - Cross - Atletismo - Fútbol - Remo - Tenis - Golf - Waterpolo - Béisbol | - Femenino - Baloncesto - Cross - Atletismo - Fútbol - Remo - Tenis - Golf - Waterpolo - Sófbol - Voleibol |

## Baloncesto

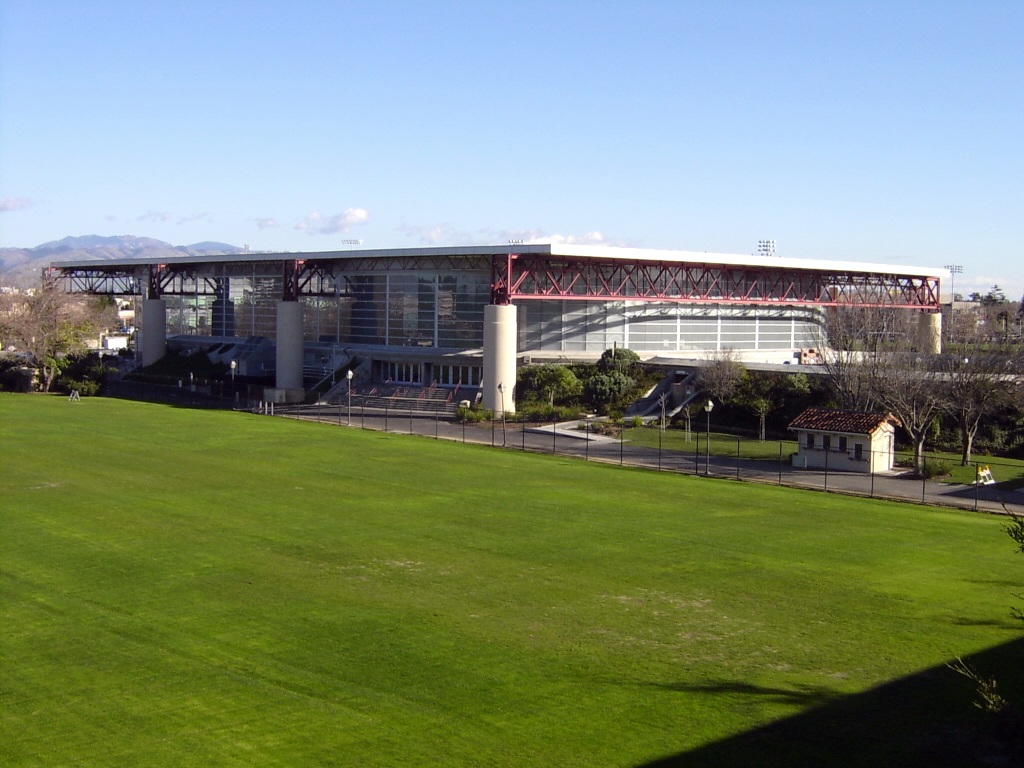
Exterior del Leavey Center

Un total de 13 jugadores salidos de Santa Clara han llegado a jugar en la NBA, de entre los que destacan figuras como Steve Nash o Kurt Rambis. En 1993, liderados precisamente por Nash, fueron uno de los 4 únicos equipos clasificados previamente como número 15 en la fase final de toda la historia en batir al clasificado en 2ª posición.

## Fútbol femenino
El equipo de Santa Clara consiguió el título nacional de la NCAA en 2001, lo que hizo que en la película protagonizada por Keira Knightley al año siguiente, titulada en castellano Quiero ser como Beckham, se nombrara constantemente a la universidad.